# Nasir Khan
Nasir Khan (també Nasr Khan i Garib Khan) fou el segon sobirà farúquida de Khandesh, fill i successor de Malik Raja Ahmad el 1399. Una de les seves filles estava casada amb Hushang, hereu de Malwa.
El 1400 va conquerir Asirgarh governada per un raja ahir de nom Asa Ahir al que va matar; va traslladar la capital a aquesta ciutat, encara més tard la va establir a Burhanpur (ciutat que va fundar) i el seu estat fou conegut després segons les referències com Regne d'Asir i Burhanpur. La seva independència depenia de l'habilitat diplomàtica amb els veïns més poderosos successors de Delhi: Malwa, Gujarat, Berar (Bahmànides) i Ahmadnagar que només consideraven als rajes d'Asir i Burhanpur com a walis o hakims.
L'aliança amb Malwa no fou suficient; Malik Iftikar Hasan, germà de Nasr governador de Thalner, exercia el domini en aquesta regió com sobirà independent amb el suport de Gujarat i Nasir el va atacar (amb ajut de Malwa) i va conquerir Thalner (1417), i Hasan fou empresonat; Khandesh i Malwa van envair llavors Gujarat i van ocupar Sultanpur, però el contraatac de Gujarat dirigit pel general Malik Turk va rebutjar als atacants; els gujaratis es van presentar davant Thalner que van assetjar i aquesta amenaça va obligar a Nasir a reconèixer la sobirania d'Ahmad I de Gujarat el 1417 rebent el títol de Khan.
El 1429 Nasir, buscant altres aliances, va casar a una filla seva amb Ala al-Din Ahmad II, sultà bahmànida; aquell mateix any el raja de Jhalawar, Raja Kanha, va fugir davant les forces de Gujarat i es va refugiar a Asirgarh on Nasir el va enviar a demanar ajut als bahmànides. Els dos estats aliats i Rana Kanha van atacar el districte de Nandurbar al Gujarat; el 1430 el sultà de Gujarat va assolar en represàlia el Khandesh.
Com que l'aliança amb Berar no li servia a Nasr per sostreure's de la sobirania gujarati, el 1435 va declarar la guerra als bahmànides d'acord amb Ahmad I de Gujarat, amb el suport de Gondwana i alguns oficials bahmànides traïdors, però per dues vegades (a Rohankhedaghat, i a Laling) fou derrotat pel general bahmànida Malik al-Tudjdjar i la capital del país, Burhanpur, fou saquejada; els bahmànides es van retirar només quan Gujarat va amenaçar d'intervenir.
Nasir va morir poc després de la derrota el 18 o 19 de setembre de 1437 i el va succeir el seu fill Miran Adil Khan I.